# Maito Gai
Might Guy (マイト・ガイ Maito Gai), også kendt som "Gai Sensei", er en fiktiv person fra Naruto-serien. Han er jounin og holdleder for "Team Guy", hvor han træner Rock Lee, Neji Hyuga og Tenten. Han bruger det meste af sin tid med sine elever, dog mest med Lee. 
Lee og Gai har et helt unikt forhold til hinanden – de er ikke familierelateret, men ser fuldstændig ens ud. De bærer begge en grøn, tætsiddende fulddragt, orange benvarmere og har begge grydehår / bowlerkugle frisure. Ydermere har Lee taget "mine regler" til sig – han laver sine helt egne og træner efter disse – ligesom Gai. Han mener, at hvis man presser sig selv nok bliver man stærkere. Gai kan finde på, at "gå" 100 omgange om byen Konoha på hænder, hvis han taber til sin ærkerival, Kakashi.
Forholdet mellem Kakashi og Gai minder ikke om andre forhold i Naruto-serien. De kan kappes om alt, og mødes én gang om ugen, hvor de udfordrer hinanden i forskellige discipliner. Da vi møder Gai første gang, er Gai "foran" med 50-49.
Gai personlighed er inspireret af Masashi Kushimotos, forfatterens, egen gymnastiklærer, som han havde i slutningen af det vi i Danmark kalder folkeskolen.
I kamp er Gai specialist i taijutsu, fysisk kamp, hvilket han konstant underviser Lee i.